# Duello Madre
Duello Madre foi um grupo de rock progressivo de Gênova ativo durante 1973 a 1974 e autor de um único álbum homônimo produzido pelo maestro Giampiero Reverberi.

## História
O grupo nasceu de uma dissidência do Osage Tribe. O virtuoso da guitarra, Marco Zocchedu e o baixista Bob Callero, futuro membro do grupo Il Volo, foram acompanhados do baterista do Circus 2000 Dede Lo Previte, que passou posteriormente a integrar o grupo musical Nova, além de Pippo Trentin, no aerofone.
Em particular havia a ausência dos teclados e a grande atenção ao aerofone, e o sax.

## Formação
- Marco Zoccheddu: guitarra, voz
- Pippo Trentin: sax, flauta
- Bob Callero: baixo
- Franco "Dede" Lo Previte: bateria, percussão

## Discografia

### 33 rotações
- 1973 - Duello Madre - (Produttori Associati, PA/LP 47)
- 2010 - Duello Madre - (Vinyl Magic, VM 128LP; ristampa dell'album del 1973)

### CD
- 1993 - Duello Madre - (Mellow Record, MMP 180; ristampa dell'album del 1973)
- 2008 - Duello Madre - (Vinyl Magic, VM 128CD; ristampa dell'album del 1973 ma con copertina apribile)